# Pedro R.S.
Pedro R.S. (9 augustus 1946) is een Braziliaans voetbaltrainer.

## Carrière
In 1994 werd hij bij Shimizu S-Pulse torwarttrainer, onder trainer Émerson Leão. In juni gingen club en Leão uit elkaar. In juli nam Pedro het roer over van de opgestapte Leão als trainer. In augustus werd Pedro opgevolgd door Roberto Rivelino.